# Wereldkampioenschap halve marathon 2008
Het wereldkampioenschap halve marathon 2008 vond plaats op 12 oktober 2008. De wedstrijd werd georganiseerd door de IAAF en vond plaats in de Braziliaanse stad Rio de Janeiro.
Het parcours was hetzelfde als de halve marathon van Rio de Janeiro, die dezelfde dag door 16.000 deelnemers werd gelopen. Het hoogteverschil tussen het laagste en het hoogste punt van deze punt-tot-punt-wedstrijd lagen slechts 20 meter uit elkaar. De temperatuur was 23°C en de luchtvochtigheid 78%.
Bij de mannen werd er gestart om 8:45 en bij de vrouwen om 9:15. Bij de mannen namen er 92 atleten deel, hiervan gingen er 90 van start, waarvan er 86 de finish behaalden. Bij de vrouwen verschenen alle 65 aangemelde atletes aan de start, waarvan er 60 de finish behaalden. Voor zowel de mannen als de vrouwen werd naast een individueel klassement ook een teamklassement samengesteld. De klassering van een land werd berekend aan de hand van de totaaltijd van de drie snelste lopers van dit land.
Net als het jaar ervoor, toen de loop nog Wereldkampioenschap op de weg 2007 heette, won de Eritrees Zersenay Tadese. De voor Nederland uitkomende Lornah Kiplagat nam na 7 km de leiding in de wedstrijd en stond deze niet meer af. Hierdoor won ze voor derde maal op rij de wereldtitel. Ditmaal was haar finishtijd van 1:08.37 twee minuten langzamer dan het jaar ervoor.

## Prijzengeld
De IAAF stelde 245.000 dollar prijzengeld beschikbaar, hetgeen gestaffeld werd uitgeloofd aan de eerste zes atleten, atletes en teams.
| plaats | individueel | team     |
| ------ | ----------- | -------- |
| 1e     | $ 30.000    | $ 15.000 |
| 2e     | $ 15.000    | $ 12.000 |
| 3e     | $ 10.000    | $ 9000   |
| 4e     | $ 7000      | $ 7500   |
| 5e     | $ 5000      | $ 6000   |
| 6e     | $ 3000      | $ 3000   |

## Uitslagen

### Mannen

#### Individueel
| Rang   | Atleet                    | Land | Tijd    | Opmerkingen |
| ------ | ------------------------- | ---- | ------- | ----------- |
| Goud   | Zersenay Tadese           | ERI  | 59.56   | CR          |
| Zilver | Patrick Makau Musyoki     | KEN  | 1:01.54 |             |
| Brons  | Ahmad Abdullah            | QAT  | 1:01.57 | SB          |
| 4      | Stephen Kipkoech Kibiwott | KEN  | 1:01.58 |             |
| 5      | Yusei Nakao               | JPN  | 1:02.05 |             |
| 6      | Dieudonné Disi            | RWA  | 1:03.03 |             |
| 7      | Abebe Dinkesa             | ETH  | 1:03.04 |             |
| 8      | Marilson dos Santos       | BRA  | 1:03.14 |             |
| 9      | Joseph Maregu             | KEN  | 1:03.32 |             |
| 10     | Essa Ismail Rashed        | QAT  | 1:03.57 | PB          |
| 11     | Sylvain Rukundo           | RWA  | 1:04.02 | SB          |
| 12     | Michael Tesfay            | ERI  | 1:04.04 | SB          |
| 13     | Eshetu Wendimu            | ETH  | 1:04.11 |             |
| 14     | Raji Assefa               | ETH  | 1:04.32 |             |
| 15     | Ignacio Cáceres           | ESP  | 1:04.39 |             |
| 16     | Michael Shelley           | AUS  | 1:04.44 |             |
| 17     | Pedro Mora                | VEN  | 1:04.45 | SB          |
| 18     | Dereje Tesfaye            | ETH  | 1:04.57 |             |
| 19     | Ali Dawoud Sedam          | QAT  | 1:04.58 | SB          |
| 20     | Giomar da Silva           | BRA  | 1:05.07 | SB          |
| 21     | Jason Lehmkuhle           | USA  | 1:05.17 |             |
| 22     | Tshamano Setone           | RSA  | 1:05.20 |             |
| 23     | Anatoliy Rybakov          | RUS  | 1:05.38 |             |
| 24     | James Theuri              | FRA  | 1:05.38 |             |
| 25     | Mogos Ahferom             | ERI  | 1:05.40 | PB          |
| 26     | Iván Galán                | ESP  | 1:05.42 |             |
| 27     | João de Lima              | BRA  | 1:05.46 |             |
| 28     | Franck de Almeida         | BRA  | 1:05.52 | SB          |
| 29     | Yemane Teame              | ERI  | 1:05.56 | PB          |
| 30     | Yevgeniy Rybakov          | RUS  | 1:05.59 |             |
| 31     | Andrew Smith              | CAN  | 1:06.10 |             |
| 32     | Yukihiro Kitaoka          | JPN  | 1:06.26 |             |
| 33     | Mikhail Lemaev            | RUS  | 1:06.35 |             |
| 34     | Javier Díaz               | ESP  | 1:06.37 |             |
| 35     | Rod Koborsi               | USA  | 1:06.46 |             |
| 36     | Sultan Khamis Zaman       | QAT  | 1:06.50 | SB          |
| 37     | Kazuo Ietani              | JPN  | 1:06.57 |             |
| 38     | Keenetse Moswasi          | BOT  | 1:07.08 | SB          |
| 39     | Jeffrey Gwebu             | RSA  | 1:07.08 |             |
| 40     | Felix Kibore              | QAT  | 1:07.10 | PB          |
| 41     | Kaelo Mosalagae           | BOT  | 1:07.12 | SB          |
| 42     | Jorge Cabrera             | PAR  | 1:07.26 | SB          |
| 43     | Dmitriy Semyonov          | RUS  | 1:07.40 |             |
| 44     | Fabrice Jaouen            | FRA  | 1:07.41 |             |
| 45     | Gervais Hakizimana        | RWA  | 1:07.57 |             |
| 46     | Cristinel Irimia          | ROU  | 1:08.11 |             |
| 47     | Jesper Faurschou          | DEN  | 1:08.14 |             |
| 48     | Artur Kozłowski           | POL  | 1:08.24 |             |
| 49     | Tetsuo Nishimura          | JPN  | 1:08.34 |             |
| 50     | Vladimir Guerra           | ECU  | 1:08.36 |             |
| 51     | Ivanildo dos Anjos        | BRA  | 1:08.38 |             |
| 52     | Moorosi Soke              | RSA  | 1:08.41 |             |
| 53     | Steve Sundell             | USA  | 1:08.47 |             |
| 54     | Lameck Mosoti             | KEN  | 1:08.49 |             |
| 55     | Ulises Sanguinetti        | ARG  | 1:09.08 |             |
| 56     | Rolando Pillco            | BOL  | 1:09.51 | PB          |
| 57     | Stéphane Joly             | SUI  | 1:09.56 | PB          |
| 58     | Cleveland Forde           | GUY  | 1:10.20 | PB          |
| 59     | Kabo Gabaseme             | BOT  | 1:10.33 | SB          |
| 60     | Miguel Ángel Almachi      | ECU  | 1:10.34 | PB          |
| 61     | Didimo Sánchez            | VEN  | 1:10.36 |             |
| 62     | Julien Moreau             | FRA  | 1:10.40 |             |
| 63     | Siphesihle Mdluli         | SWZ  | 1:10.47 | SB          |
| 64     | Ernesto Zamora            | URU  | 1:11.01 | SB          |
| 65     | Vasyl Matviychuk          | UKR  | 1:11.12 |             |
| 66     | Oswaldo Belandria         | VEN  | 1:11.23 |             |
| 67     | Stephen Mokoka            | RSA  | 1:11.45 |             |
| 68     | Wilson Videla             | ARG  | 1:11.53 |             |
| 69     | Mark Tucker               | AUS  | 1:12.04 | SB          |
| 70     | Julio César Pérez         | MEX  | 1:12.42 | SB          |
| 71     | Richard Jones             | TRI  | 1:13.01 | SB          |
| 72     | Paulo Buenaño             | ECU  | 1:13.02 |             |
| 73     | Patrick Gildea            | USA  | 1:14.06 |             |
| 74     | Gustavo Comba             | ARG  | 1:14.35 |             |
| 75     | Thibaud Naël              | FRA  | 1:14.50 |             |
| 76     | Fernando Blanco           | PAN  | 1:14.50 |             |
| 77     | Wang Enjun                | CHN  | 1:15.19 | PB          |
| 78     | Gustavo López             | PAR  | 1:15.33 | PB          |
| 79     | Alejandro Cuahtepizi      | MEX  | 1:16.53 | SB          |
| 80     | Bernardo Jiménez          | DOM  | 1:17.39 |             |
| 81     | Guido Benedetti           | ARG  | 1:17.44 |             |
| 82     | Delvis Sánchez            | VEN  | 1:18.02 |             |
| 83     | Masato Kihara             | JPN  | 1:20.05 |             |
| 84     | Ryan Kirkpatrick          | USA  | 1:20.50 |             |
| 85     | Chan Chan Kit             | MAC  | 1:25.14 |             |
| 86     | Dario Nuñez               | ARG  | 1:28.24 |             |
| —      | Deriba Merga              | ETH  | DNF     |             |
| —      | Mekubo Mogusu             | KEN  | DNF     |             |
| —      | Tim Rogers                | NFI  | DNF     |             |
| —      | Lindihaya Mthangayi       | RSA  | DNF     |             |
| —      | Samson Kiflemariam        | ERI  | DNS     |             |
| —      | Jussi Utriainen           | FIN  | DNS     |             |

#### Team
| Rang | Team                                                                             | Tijd                            |
| ---- | -------------------------------------------------------------------------------- | ------------------------------- |
| 1    | KEN Patrick Makau Musyoki (2e) Stephen Kipkoech Kibiwott (4e) Joseph Maregu (9e) | 3:07.24 1:01.54 1:01.58 1:03.32 |
| 2    | ERI Zersenay Tadese (1e) Michael Tesfay (12e) Mogos Ahferom (25e)                | 3:09.40 059.56 1:04.04 1:05.40  |
| 3    | QAT Ahmad Abdullah Essa Ismail Rashed (10e) Ali Dawoud Sedam (19e)               | 3:10.52 1:01.57 1:03.57 1:04.58 |

Bij de mannen namen er in totaal zestien teams deel.

### Vrouwen

#### Individueel
| Rang   | Atlete                    | Land | Tijd    | Opmerkingen |
| ------ | ------------------------- | ---- | ------- | ----------- |
| Goud   | Lornah Kiplagat           | NED  | 1:08.37 | SB          |
| Zilver | Aselefech Mergia          | ETH  | 1:09.57 | PB          |
| Brons  | Pamela Chepchumba         | KEN  | 1:10.01 |             |
| 4      | Genet Getaneh             | ETH  | 1:10.03 | PB          |
| 5      | Peninah Arusei            | KEN  | 1:10.12 |             |
| 6      | Abebu Gelan               | ETH  | 1:10.59 | PB          |
| 7      | Julia Mombi Muraga        | KEN  | 1:11.11 |             |
| 8      | Atsede Habtamu            | ETH  | 1:11.13 |             |
| 9      | Luminița Talpoș           | ROU  | 1:11.16 | SB          |
| 10     | Yukiko Akaba              | JPN  | 1:11.39 |             |
| 11     | Meseret Mengistu          | ETH  | 1:12.03 | PB          |
| 12     | Furtuna Zegergish         | ERI  | 1:12.16 | SB          |
| 13     | Dulce Félix               | POR  | 1:12.56 |             |
| 14     | Pauline Ngigi             | KEN  | 1:12.58 |             |
| 15     | Yesenia Centeno           | ESP  | 1:13.01 |             |
| 16     | María Azucena Díaz        | ESP  | 1:13.30 |             |
| 17     | Maria Baldaia             | BRA  | 1:13.42 | SB          |
| 18     | Olesja Syreva             | RUS  | 1:14.08 |             |
| 19     | Miki Ohira                | JPN  | 1:14.27 |             |
| 20     | Lyudmila Biktasheva       | RUS  | 1:14.33 |             |
| 21     | Melissa White             | USA  | 1:14.37 |             |
| 22     | Yuko Machida              | JPN  | 1:14.52 |             |
| 23     | Ikuyo Yamashita           | JPN  | 1:15.05 |             |
| 24     | Dorothy McMaham           | USA  | 1:15.14 |             |
| 25     | Kristen Nicolini          | USA  | 1:15.15 |             |
| 26     | Angeline Nyiransabimana   | RWA  | 1:15.23 | SB          |
| 27     | Stephanie Herbst          | USA  | 1:15.25 | PB          |
| 28     | Maria Sig Møller          | DEN  | 1:15.30 |             |
| 29     | Rosa Godoy                | ARG  | 1:15.31 | PB          |
| 30     | Jill Steffens             | USA  | 1:16.02 | PB          |
| 31     | Christine Bardelle        | FRA  | 1:16.17 |             |
| 32     | Dorota Gruca-Giezek       | POL  | 1:16.46 |             |
| 33     | María Díaz                | PUR  | 1:16.52 | NR          |
| 34     | Marizete dos Santos       | BRA  | 1:17.04 | SB          |
| 35     | Maria Isabel Montilla     | VEN  | 1:17.19 |             |
| 36     | Yolanda Fernández         | COL  | 1:17.27 |             |
| 37     | Sharon Tavengwa           | ZIM  | 1:18.30 |             |
| 38     | Yamna Oubouhou            | FRA  | 1:18.39 |             |
| 39     | Angélica Sánchez          | MEX  | 1:18.49 |             |
| 40     | Wendy Nicolls             | GBR  | 1:18.52 |             |
| 41     | Zenaida Maldonado         | PUR  | 1:19.28 | PB          |
| 42     | Zuleima Amaya             | VEN  | 1:20.01 |             |
| 43     | Tatyana Khmeleva-Aryasova | RUS  | 1:20.06 |             |
| 44     | Judith Ramírez            | MEX  | 1:20.18 |             |
| 45     | Edielza Guimarães         | BRA  | 1:20.25 |             |
| 46     | Sonia Calizaya            | BOL  | 1:20.34 | SB          |
| 47     | Michelle Ross-Cope        | GBR  | 1:20.43 |             |
| 48     | Oksana Sklyarenko         | UKR  | 1:21.11 | SB          |
| 49     | Roxana Preussler          | ARG  | 1:22.29 |             |
| 50     | Estela María Martínez     | ARG  | 1:22.51 |             |
| 51     | Magdalena Luca            | ROU  | 1:23.37 |             |
| 52     | Mileydy Jaimes            | VEN  | 1:23.38 |             |
| 53     | Susana Rebolledo          | CHI  | 1:24.18 |             |
| 54     | Jiang Chengcheng          | CHN  | 1:26.20 | SB          |
| 55     | Paula Todorán             | ROU  | 1:27.51 |             |
| 56     | Rosa America Rodríguez    | VEN  | 1:28.49 |             |
| 57     | Rosângela Faria           | BRA  | 1:29.11 |             |
| 58     | Andreina De La Rosa       | DOM  | 1:29.30 | PB          |
| 59     | Marisol Redón             | URU  | 1:31.20 | SB          |
| 60     | Chao Fong Leng            | MAC  | 1:38.08 | SB          |
| —      | Marizete Rezende          | BRA  | DNF     |             |
| —      | Carmen Vallés             | PUR  | DNF     |             |
| —      | Alina Ivanova             | RUS  | DNF     |             |
| —      | Ntombesintu Mfunzi        | RSA  | DNF     |             |
| —      | Johanna van Schalkwyk     | RSA  | DNF     |             |

#### Team
| Rang | Team                                                                         | Tijd                            |
| ---- | ---------------------------------------------------------------------------- | ------------------------------- |
| 1    | ETH Aselefech Mergia (2e) Genet Getaneh (4e) Abebu Gelan (6e)                | 3:30.59 1:09.57 1:10.03 1:10.59 |
| 2    | KEN Pamela Chepchumba (3e) Peninah Jerop Arusei (5e) Julia Mumbi Muraga (7e) | 3:31.24 1:10.01 1:10.12 1:11.11 |
| 3    | JPN Yukiko Akaba (10.) Miki Ohira (19.) Yuko Machida (22.)                   | 3:40.58 1:11.39 1:14.27 1:14.52 |

Bij de vrouwen namen er in totaal negen teams deel.

## Medailleoverzicht
| Rang | Land      | Goud | Zilver | Brons | Totaal |
| ---- | --------- | ---- | ------ | ----- | ------ |
| 1    | Kenia     | 1    | 2      | 1     | 4      |
| 2    | Ethiopië  | 1    | 1      | 0     | 2      |
| 2    | Eritrea   | 1    | 1      | 0     | 2      |
| 3    | Nederland | 1    | 0      | 0     | 1      |
| 4    | Qatar     | 0    | 0      | 2     | 2      |
| 5    | Japan     | 0    | 0      | 1     | 1      |
|      | Totaal    | 4    | 4      | 4     | 12     |

## Afkortingen
- CR = Kampioenschapsrecord
- NR = Nationaal record
- PB = Persoonlijk record
- SB = Beste seizoensprestatie
- WR = Wereldrecord

1992 · 
1993 · 
1994 · 
1995 · 
1996 · 
1997 · 
1998 · 
1999 · 
2000 · 
2001 · 
2002 · 
2003 · 
2004 · 
2005 · 
2006 · 
2007 · 
2008 · 
2009 · 
2010 ·
2012 ·
2014 ·
2016 ·
2018